# Chrysometa sztolcmani
Chrysometa sztolcmani là một loài nhện trong họ Tetragnathidae.
Loài này thuộc chi Chrysometa. Chrysometa sztolcmani được Herbert W. Levi miêu tả năm 1986.